# Mémorial de l'ovni d'Ängelholm
 (novembre 2024).
Si vous disposez d'ouvrages ou d'articles de référence ou si vous connaissez des sites web de qualité traitant du thème abordé ici, merci de compléter l'article en donnant les références utiles à sa vérifiabilité et en les liant à la section « Notes et références ».

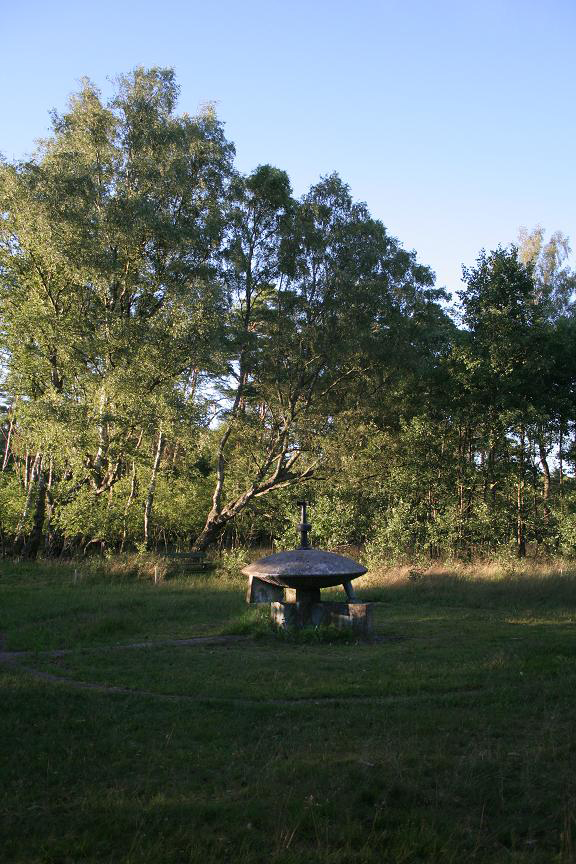
Mémorial de l'ovni d'Ängelholm.

Le mémorial de l'ovni d'Ängelholm est un monument construit en 1963 visant à commémorer l'atterrissage d'un ovni. Le monument est situé dans une clairière de la forêt de Kronoskogen, une banlieue de la ville suédoise d'Ängelholm. 
Ce mémorial est sans doute le seul de ce type en Europe.
L'atterrissage de l'ovni aurait eu lieu le 18 mai 1946 et aurait été observé par le coureur cycliste suédois Gösta Carlsson. 
Le mémorial, bâti en béton, se compose d'une reproduction de l'ovni et des traces d'atterrissage.